# Yamagata (miasto)
Yamagata (jap. 山形市 Yamagata-shi) – miasto w Japonii, ośrodek administracyjny prefektury Yamagata, w północnej części wyspy Honsiu. Ma powierzchnię 381,30 km². W 2020 r. mieszkało w nim 247 590 osób, w 102 101 gospodarstwach domowych  (w 2010 r. 254 244 osoby, w 96 425 gospodarstwach domowych) .

## Położenie
Miasto leży we wschodniej części prefektury na granicy z prefekturą Miyagi. Graniczy z miastami:
- Tendō
- Kaminoyama
- Higashine
- Nan’yō
- Sendai

## Historia
Nazwa "Yamagata" pojawiła się w okresie Heian (794–1192). Słownik-tezaurus znaków chińskich z tamtego okresu zatytułowany Wamyō ruijūshō odnosi się do obszaru na południe od obecnego miasta Yamagata jako prowincji o nazwie "Yamagata". Użyto wówczas innych znaków niż dziś, ale znaczenie pozostało zbliżone: "miejsce z górami", "górski kształt", "górska forma".  
Kiedy w trakcie restauracji Meiji domeny feudalne zostały zlikwidowane i utworzono prefektury w 1871 roku, Yamagata była początkowo podzielona na siedem oddzielnych prefektur, ale w 1876 roku zostały one połączone w jedną prefekturę Yamagata w obecnej formie. W kwietniu 1889 roku, gdy ustanowiono obecny system wyznaczania miast, miasteczek i wiosek, miasto Yamagata stało się jednym z 29 pierwszych miast utworzonych w Japonii.

## Miasta partnerskie
- Austria: Kitzbühel
- Australia: Swan Hill
- Rosja: Ułan Ude
- Stany Zjednoczone: Boulder
- Iran: Chorramabad

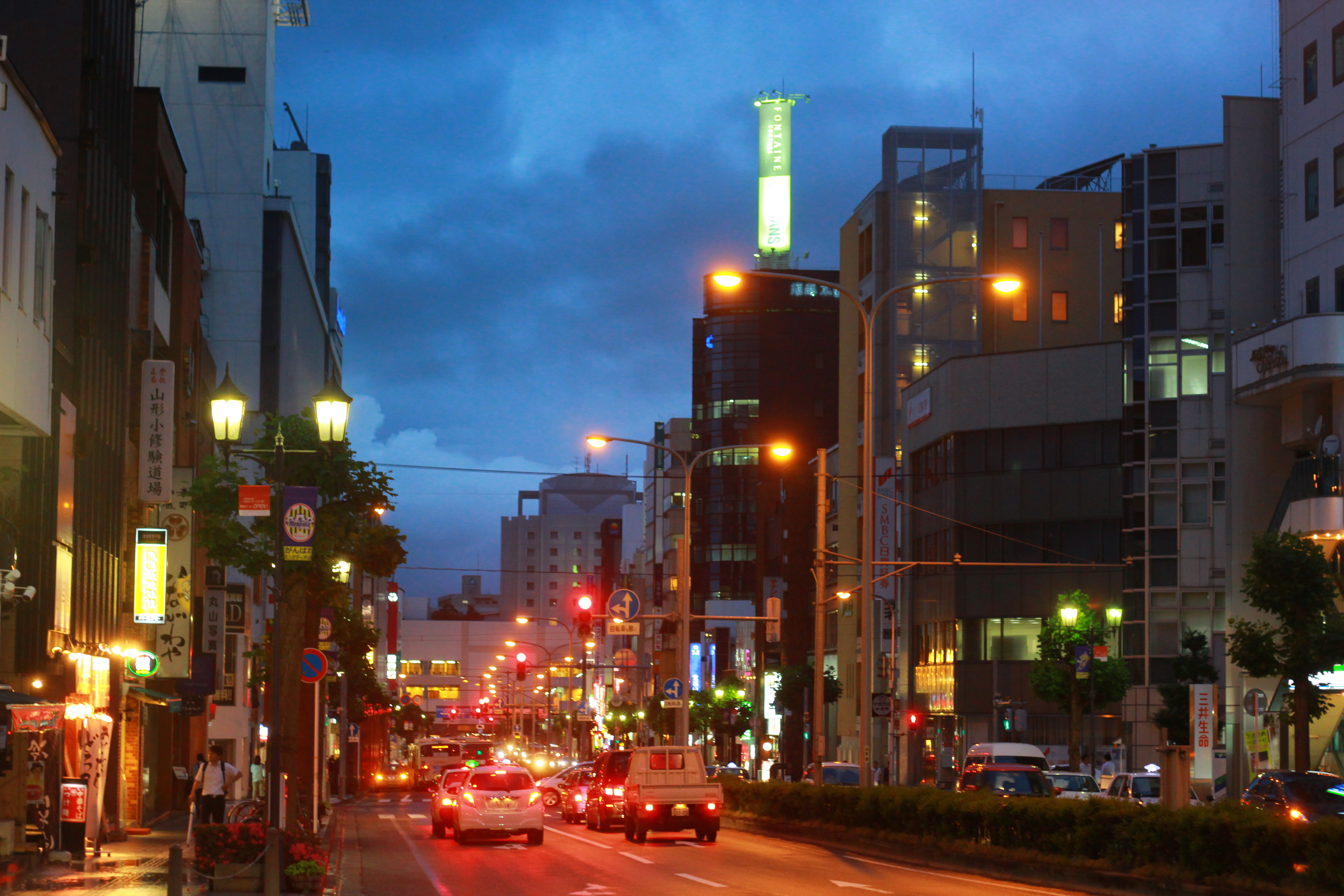
Yamagata wieczorem
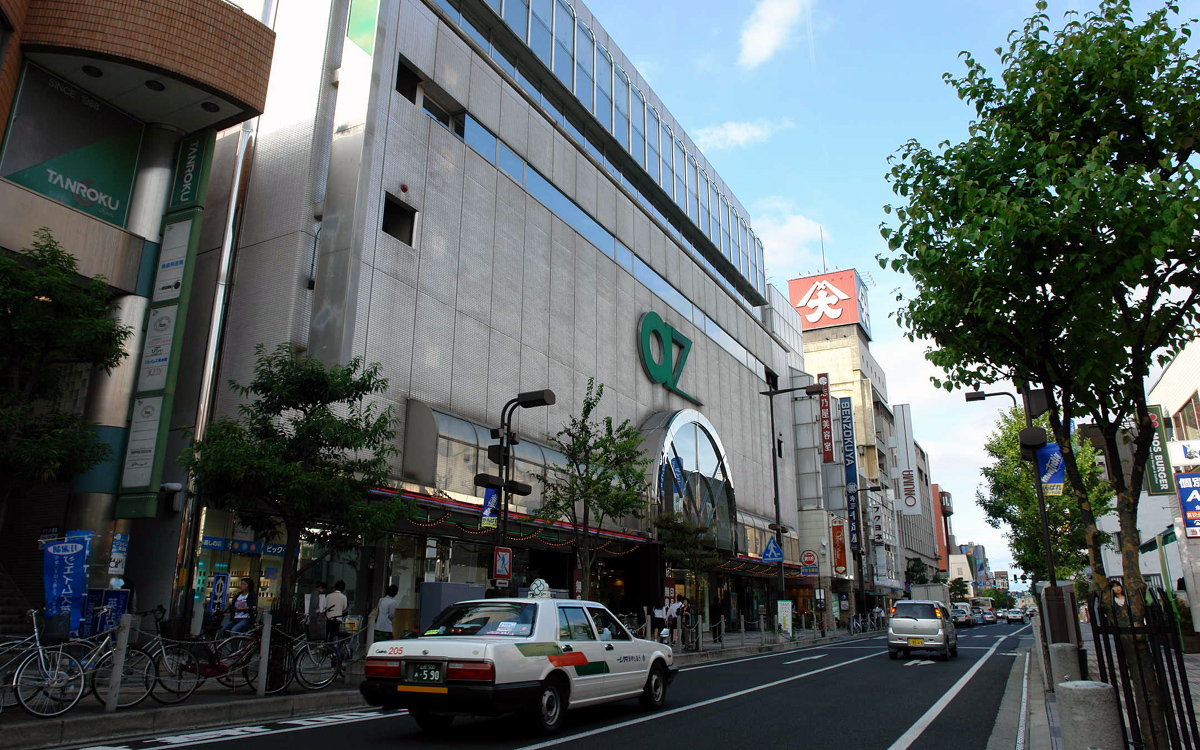
Jedna z ulic miasta
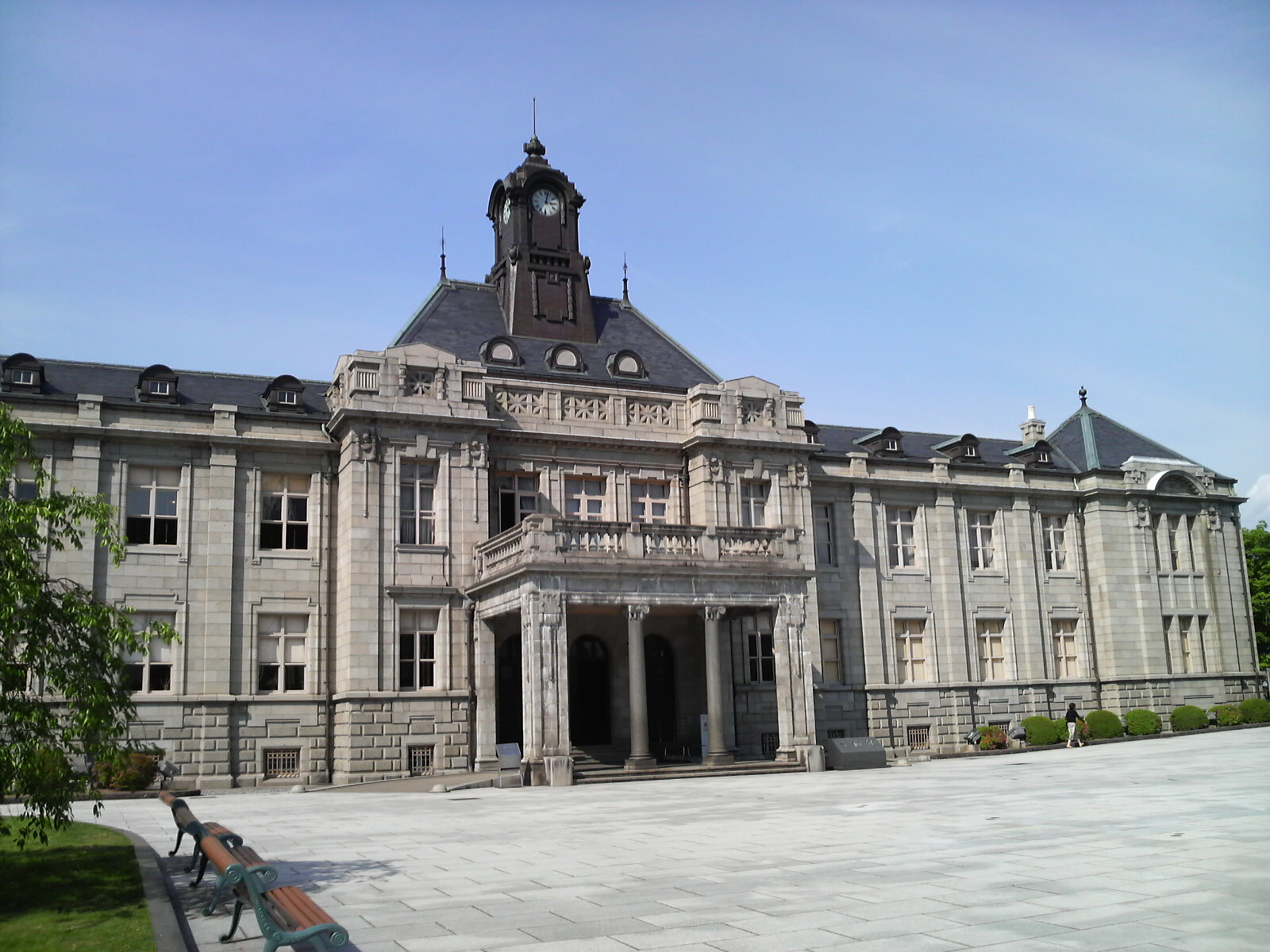
Bunshōkan, dawna siedziba władz prefektury
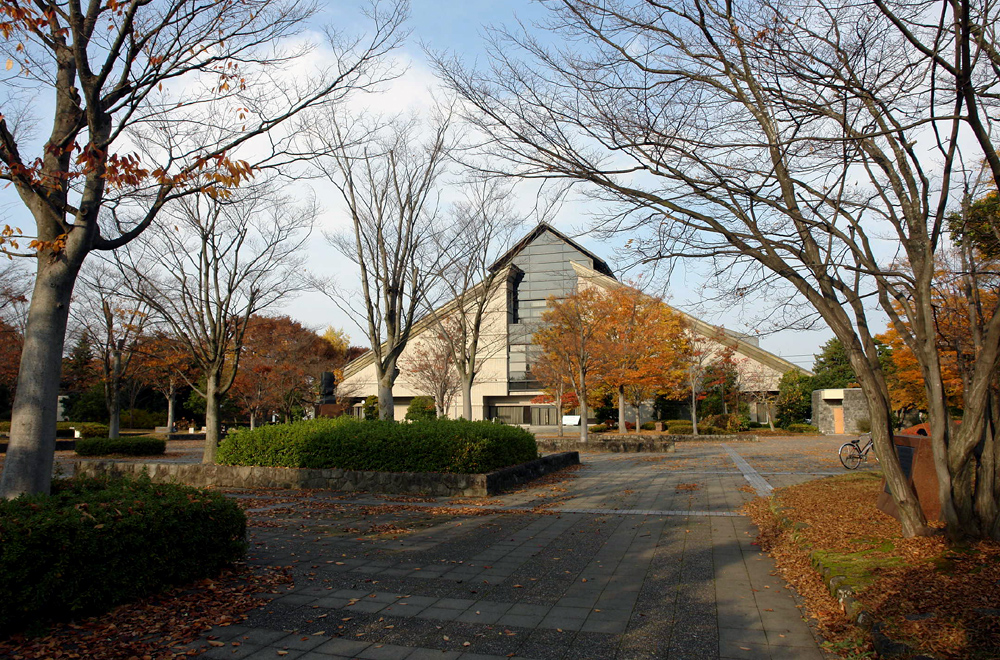
Yamagata Museum of Art
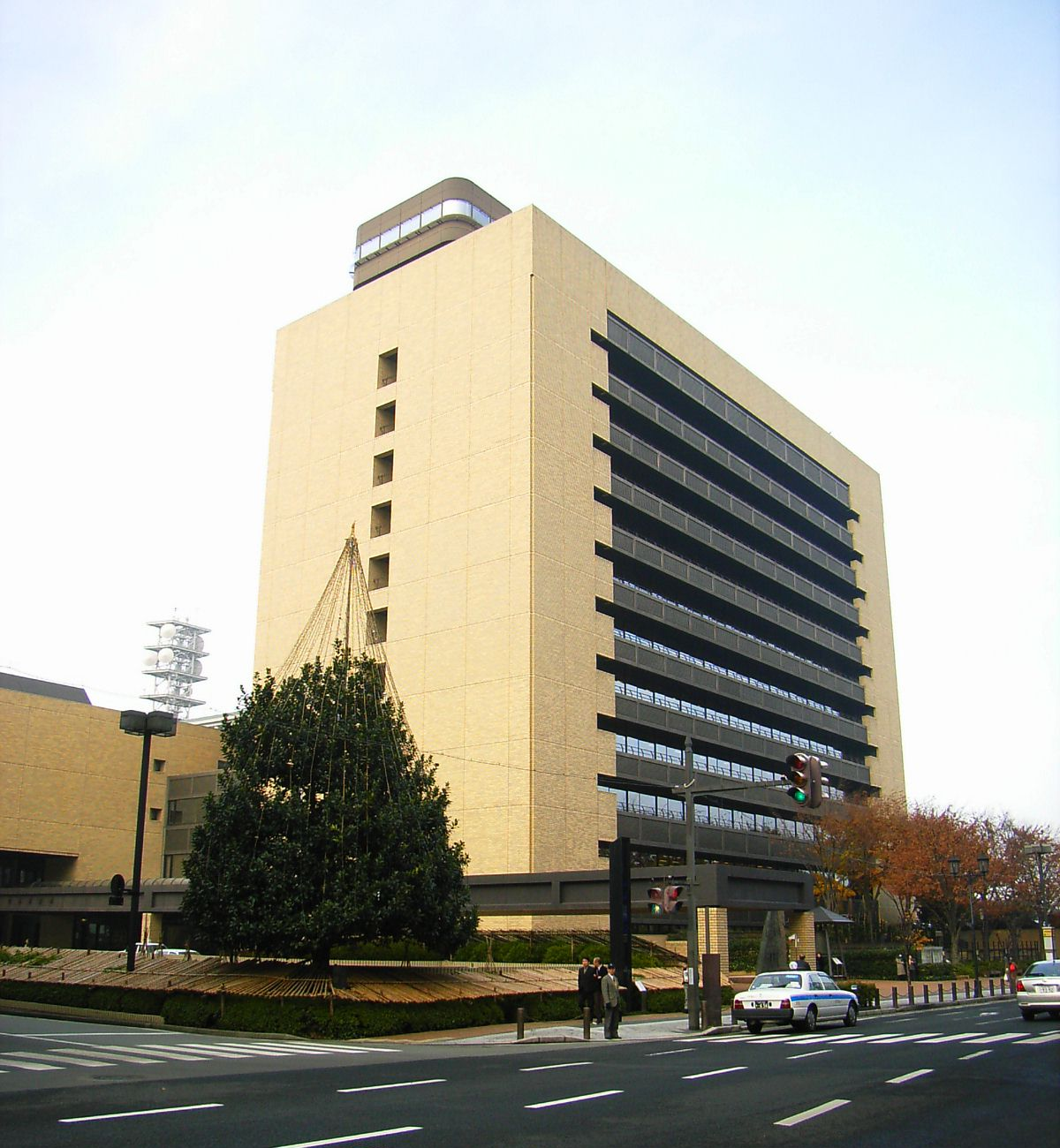
Obecna siedziba władz miejskich